# Cusseta
Cusseta is een plaats (city) in de Amerikaanse staat Georgia, en valt bestuurlijk gezien onder Chattahoochee County.

## Demografie
Bij de volkstelling in 2000 werd het aantal inwoners vastgesteld op 1196.

## Geografie
Volgens het United States Census Bureau beslaat de plaats een oppervlakte van
3,9 km², geheel bestaande uit land. Cusseta ligt op ongeveer 91 m boven zeeniveau.

## Plaatsen in de nabije omgeving
De onderstaande figuur toont nabijgelegen plaatsen in een straal van 32 km rond Cusseta.